# Hackett (Wisconsin)
Hackett es un pueblo ubicado en el condado de Price en el estado estadounidense de Wisconsin. En el Censo de 2010 tenía una población de 169 habitantes y una densidad poblacional de 0,92 personas por km².

## Geografía
Hackett se encuentra ubicado en las coordenadas 45°36′20″N 90°16′23″O / 45.60556, -90.27306. Según la Oficina del Censo de los Estados Unidos, Hackett tiene una superficie total de 183.73 km², de la cual 180.38 km² corresponden a tierra firme y (1.82%) 3.34 km² es agua.

## Demografía
Según el censo de 2010, había 169 personas residiendo en Hackett. La densidad de población era de 0,92 hab./km². De los 169 habitantes, Hackett estaba compuesto por el 94.67% blancos, el 0% eran afroamericanos, el 0.59% eran amerindios, el 1.18% eran asiáticos, el 0% eran isleños del Pacífico, el 0% eran de otras razas y el 3.55% pertenecían a dos o más razas. Del total de la población el 0% eran hispanos o latinos de cualquier raza.